# Mikhaïlovsk (oblast de Sverdlovsk)
Pour les articles homonymes, voir Mikhaïlovsk.
Mikhaïlovsk (en russe : Михайловск) est une ville de l'oblast de Sverdlovsk, en Russie. Sa population s'élevait à 9 436 habitants en 2013.

## Géographie
Mikhaïlovsk est située sur le flanc occidental de l'Oural central, au point de confluence de la Serga et de l'Oufa, à 102 km au sud-ouest de Iekaterinbourg et à 1 332 km à l'est de Moscou.

## Histoire
Fondée en 1805 sous le nom de Mikhaïlovski Zavod (russe : Михайловский Завод), ou « Usine Mikhaïlovski », une usine sidérurgique. Elle accéda au statut de commune urbaine en 1942, puis à celui de ville en 1961 et fut alors renommée Mikhaïlovsk.

## Population
Recensements (*) ou estimations de la population :
| 1939* | 1959*  | 1970*  | 1979*  | 1989*  |
| ----- | ------ | ------ | ------ | ------ |
| 5 800 | 10 608 | 12 729 | 12 955 | 12 943 |

| 2002*  | 2010* | 2012  | 2013  | 2014 |
| ------ | ----- | ----- | ----- | ---- |
| 10 538 | 9 397 | 9 555 | 9 436 | -    |